# کریستین دینگرت
کریستین دینگرت (متولد ۱۴ ژوئیه ۱۹۸۰) یک داور فوتبال آلمانی است  و برای TSG Burg Lichtenberg از اتحادیه فوتبال جنوب‌غربی آلمان داوری می‌کند. او از سال ۲۰۱۳ داور فیفا است و به عنوان داور رده دوم یوفا رتبه بندی می‌شود.